# Alexandrasittich

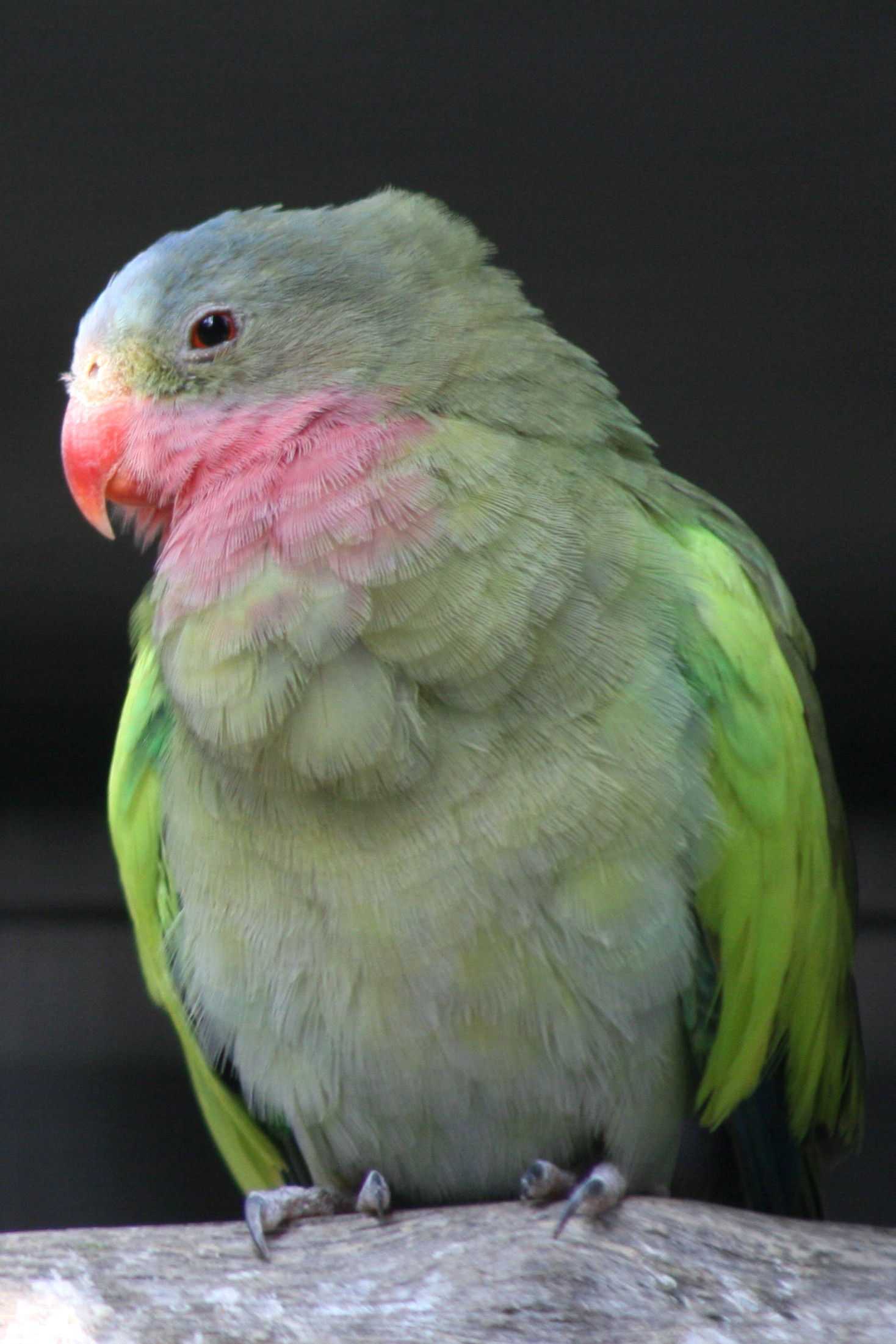
Vorderansicht eines Alexandrasittichs

Der Alexandrasittich (Polytelis alexandrae), auch Blaukappensittich, Blaukappe oder Princess-of-Wales-Sittich genannt, ist ein Papagei aus der Gattung der Prachtsittiche. Er besiedelt das innere West- und Zentralaustralien, ein Gebiet mit etwa einem Radius von eintausend Kilometern um das Aufeinandertreffen der Grenzen von Südaustralien, Westaustralien und dem Nordterritorium beschreibend, und bewohnt hier eher aride Lebensräume. Die genauen Grenzen des Verbreitungsgebietes sind bislang nicht bestimmt, es ist jedoch der größte aller Prachtsittiche und grenzt im Südwesten an das des verwandten Bergsittichs. Alexandrasittiche gelten als nicht sehr häufig und es wird angenommen, dass etwa fünftausend Exemplare in freier Wildbahn leben.
Der Alexandrasittich wurde erstmals 1862 von Frederick G. Waterhouse, einem Mitglied der Expedition Von John McDouall Stuart beschrieben  und 1863 durch die Zoological Society of London in Huldigung an die mit seltener Anmut gesegnete Princess of Wales und spätere Königin von England und Kaiserin von Indien Alexandra benannt.

## Erscheinungsbild
Alexandrasittiche erreichen eine Körperlänge von 40 Zentimetern und wiegen etwa 90 Gramm. Es besteht ein deutlicher Geschlechtsdimorphismus.
Männchen haben einen hellblauen Scheitel und Nacken. Die Stirn, der Zügel, die Wangenregion und die Ohrdecken sind hell oliv, das individuell verschieden blaugrau überhaucht ist. Kinn, Kehle und Hals sind matt rosa. An Brust und Bauch ist das Gefieder matt olivgrau. Bei einigen Individuen ist das Gefieder grauviolett überhaucht. Die Schenkel und die hinteren Flanken sind matt rosa, die vorderen Flanken weisen dagegen einen blauen Farbton auf. Der Hinternacken sowie der Vorderrücken sind bis zu den Schulterfedern und den Schirmfedern hell olivgrün. Der Flügelbug sowie die Flügeldecken sind leuchtend gelbgrün und bilden bei angelegten Flügeln einen auffälligen Farbkontrast zum übrigen Körpergefieder. Der Hinterrücken sowie der Bürzel sind bis zu den Oberschwanzdecken blauviolett. Die inneren Steuerfedern sind olivgrün und enden mit einer bläulich verwaschenen Spitze. Die äußeren Steuerfedern sind bläulich grau und auf den Innenfahnen mattrosa gesäumt. Der Schnabel ist kräftig rot, wobei die Spitze des Unterschnabels weißgelblich ist. Die Iris ist orangerot. Zu den auffallendsten Merkmalen des Männchens zählt, dass die dritte Handschwinge verlängert ist und in einer Spatelspitze endet. Dieses Merkmal fehlt bei den Weibchen.
Die Weibchen sind insgesamt deutlich matter gefärbt. So sind beispielsweise die Flügeldecken auffallend weniger gelblich. Die inneren Steuerfedern sind nicht so stark verlängert. Der Scheitel ist bei den Weibchen nicht blaugrau überhaucht, sondern eher grau bis grau-mauvefarben. Jungtiere haben wie die Weibchen eine insgesamt matte Gefiederfärbung. Bei ihnen ist die Iris noch dunkelbraun. Die Beine sind bei adulten Vögeln dunkelgrau, bei Jungvögeln hingegen hellrosa.
Der Flug ist schnell und gradlinig. Kurze Distanzen überwinden sie, indem sie nur wenige Zentimeter über dem Boden fliegen. Lange Strecken werden hingegen in beträchtlicher Höhe zurückgelegt. Die Stimme ist laut rollend und gackernd. Ruhende Vögel geben dagegen zwitschernde Plaudertöne von sich.

## Lebensraum
Der Alexandrasittich ist ein Bewohner der Strauchsavanne, die nur einen verstreuten Bewuchs mit Kasuarinen, Akazien oder Eukalyptusbäumen aufweist. Der Boden ist mit Spinifex-Gras bewachsen und eher sandig. Alexandrasittiche kommen außerdem in den Galeriewäldern entlang von Wasserläufen vor. Als Verbreitungszentrum gilt die Great Sandy Desert im Nordosten Australiens.
Alexandrasittiche haben sich ariden Regionen in ihrer Lebensweise stark angepasst. Es wird daher befürchtet, dass durch die Zunahme künstlicher Wasserstellen andere, konkurrenzstärkere Arten den Lebensraum des Alexandrasittichs besiedeln und diese Art dort verdrängen. Dies gilt als kritisch, da der Bestand des Alexandrasittichs nicht sehr hoch ist. Bis jetzt gibt es aber keine Hinweise, dass diese Befürchtungen zutreffen.
An der Canning Stock Route wurden Alexandrasittiche über mehrere Jahre das ganze Jahr über beobachtet. Da es auch Belege für noch nicht geschlechtsreife Vögel gibt, scheint es sich hier um Standvögel zu handeln, die in dieser Region auch brüten. In den meisten Regionen ihres Verbreitungsgebietes leben Alexandrasittiche aber sehr nomadisch und nutzen bei ihren Wanderungen kurzzeitig verfügbare Wasserquellen. An baumbestandenen Wasserläufen werden Alexandrasittiche in unregelmäßigen Abständen beobachtet. Die Sittiche bleiben dort kurzzeitig, um zu brüten und verschwinden nach Abschluss der Fortpflanzungsperiode. Die Abstände zwischen dem einzelnen Auftreten von Alexandrasittichen kann dabei mehrere Jahrzehnte betragen. So brüteten 1894 plötzlich Alexandrasittiche in der Nähe von Alice Springs, wo sie während der drei Jahrzehnte zuvor nicht beobachtet worden waren.

## Nahrung
Alexandrasittiche fressen bevorzugt Blüten. Nachgewiesen sind als Nahrung Blüten von Hakea suburea, Grevillea wickhamii und Crotolaria cunninghami sowie die Blätter von Codonocarpus cotinifolius. Sie fressen daneben auch die Samen verschiedener Grasarten. Die Samen von Spinifex werden offenbar nur dann gefressen, wenn ihnen kein anderes Nahrungsangebot zur Verfügung steht.

## Fortpflanzung
Alexandrasittiche sind Höhlenbrüter. Die bislang wenigen in freier Wildbahn gefundenen Nester befanden sich überwiegend in Eukalyptusbäumen entlang von Wasserläufen. Das Weibchen legt vier bis sechs Eier, die Brutdauer beträgt 20 bis 21 Tage.

## Haltung als Ziervogel
Der Alexandrasittich wird auch als Ziervogel gehalten. Er benötigt für sein Wohlbefinden entweder eine Innenvoliere oder eine Außenvoliere, wo er auch einen geschützten Raum aufsuchen kann. Die Art gilt als verträglich und kann gemeinsam mit anderen Sittichen oder Vögeln anderer Ordnungen gehalten werden. Als sehr kraftvolle Flieger benötigen sie allerdings sehr große Volieren und einen guten Schutz gegen feuchte Witterung und kalte Winde. Wie für eine Art charakteristisch, die in freier Wildbahn nur unregelmäßig Bedingungen vorfindet, die ihnen eine Brut gestatten, sind sie in menschlicher Obhut sehr vermehrungsfreudig und schreiten auch bei weniger optimalen Haltebedingungen zur Brut.
In menschlicher Haltung gibt es mehrere Farbmutationen. Eine blaue Farbmutation ist bereits 1951 aufgetreten und erfolgreich nachgezüchtet worden. Daneben gibt es Lutinos und eine rote Form.

## Hinweis
Der einen ähnlichen deutschen Namen tragende Alexandersittich, der als Neozoen auch in Deutschland vorkommt, gehört zur Gattung der Edelsittiche.

## Belege